# حركة زائدية
في الهندسة،  الحركة الزائدية  أو  الحركة القطعية الزائدية  هي رسم نموذج للهندسة القطعية الزائدية، يحافظ على قياس المسافة في النموذج. يشبه هذا الرسم تعيين التطابق في الهندسة الإقليدية، الذي هو تركيبة من الدورانات والترميز. تستخدم الحركة الزائدية لربط الهياكل داخل النموذج. ينتج عن جمع جميع الحركات الزائدية تكوين الزمرة التي تميز الهندسة وفقًا لبرنامج إيرلنجن.
تلاحظ الحركة الزائدية في نموذج نصف المستوى العلوي HP = {(x,y): y > 0} مع تحولات هندسية معينة.
يوصف نصف المستوى أيضًا بالإحداثيات القطبية كالتالي : HP = {(r cos a, r sin a): 0 < a < π, r > 0 }.
وإذا افترضنا أن p = (x,y) or p = (r cos a, r sin a), p ∈ HP.
هناك ثلاثة حركات قطعية زائدية أساسية :
p → q = (x + c, y ), c ∈ R
p → q = (sx, sy ), s > 0
p → q = (r −1 cos a, r −1 sin a )
الحركة القطعية الزائدية العامة هو دالة متراكبة من حركات قطعية زائدية أساسية.